# St. Georg (Dießen am Ammersee)

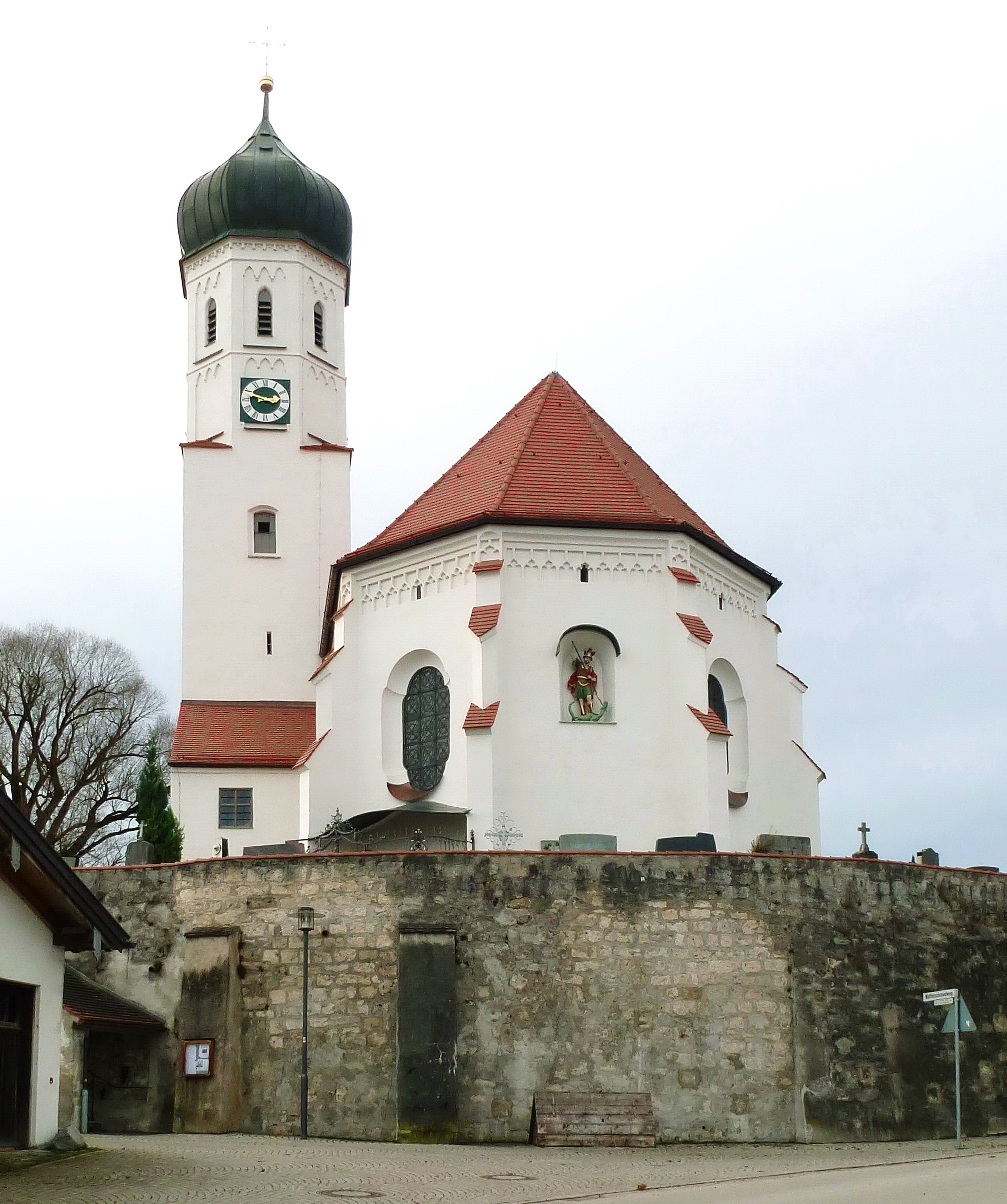
St. Georg in Dießen am Ammersee

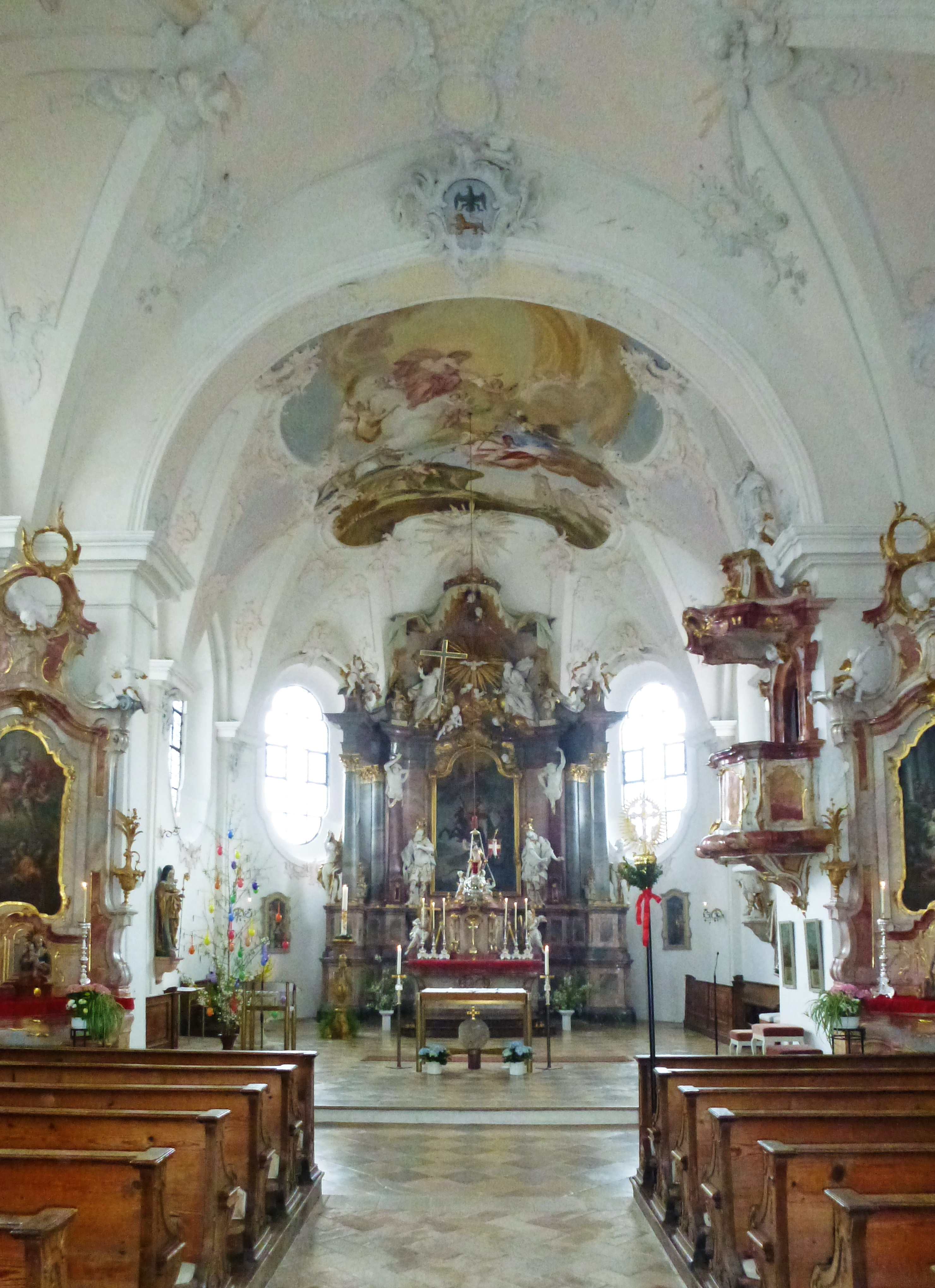
Hochaltar

Die römisch-katholische Filialkirche St. Georg steht in Dießen am Ammersee, einem Markt im oberbayerischen Landkreis Landsberg am Lech. Das Bauwerk ist als Baudenkmal unter der Nr. D-1-81-114-60 eingetragen. Die Pfarrei gehört zur Pfarreiengemeinschaft Dießen am Ammersee im Dekanat Landsberg des Bistums Augsburg.

## Beschreibung
Die Saalkirche wurde um 1500 anstelle des Vorgängerbaus in Karolingischer Renaissance errichtet. Sie besteht aus einem Langhaus das 1750 nach Westen verlängert wurde, einem eingezogenen, dreiseitig geschlossenen, von Strebepfeilern gestützten Chor im Osten und einem Chorflankenturm auf quadratischem Grundriss an der Südwand des Chors, der mit einem achteckigen Geschoss, das die Turmuhr und den Glockenstuhl beherbergt, aufgestockt und mit einer Zwiebelhaube bedeckt wurde. Die Sakristei steht an der Südostecke von Chorflankenturm und Chor. Östlich des Chors wurden um 1800 zwei Grablegen in Formen des Empire für Handelsfamilien. An der Südwestecke des Langhauses befindet sich ein Beinhaus.
Der um 1750 eingebrachte Stuck stammt von Franz Xaver Feuchtmayer. Der von Thomas Schaidthauf um 1765 gebaute Hochaltar aus Stuckmarmor, wird von den Skulpturen des heiligen Sebastian und des Florian von Lorch flankiert. Das Altarretabel mit dem heiligen Georg hat Matthäus Günther gestaltet. Das Altarretabel des südlichen Seitenaltars hat Johann Baptist Baader mit der Anbetung der Hirten bemalt. Die Kanzel hat 1767 Tassilo Zöpf aus Stuckmarmor geschaffen.